# 根岸麻衣
根岸 麻衣（ねぎし まい、1984年12月4日 - ）は、日本のモデル。ゴールデンミュージックプロモーションに所属する。

## 人物・来歴
- 東京都出身。
- 身長：164 cm。
- 血液型：B型。
- ファイナンシャルプランナーの資格を持っている。

## 出演

### テレビ
- 2005年春と秋の『オールスター感謝祭』（TBS系）に、スタジオアシスタントとして出演。
- 都立水商!（2006年3月、日本テレビ） - アキコ 役
- BLOG@GIRLS（2006年7月 -　2007年3月 、BS-i）

### 映画
- ピーナッツ（2006年）